# عائشة عمور
عائشة عمّور روائية وشاعرة وناقدة أدبية مغربية. نشرت ديوانها الأول «ترانيم لمدارج الروح» في 2017. ثم برزت في الأدب القصصي مع روايتها «حياة بالأبيض والأسود» الفائزة بجائزة كتارا للرواية العربية لعام 2019. ولها بحوث في الفن التشكيلي.

## مهنتها الأدبية
تحب أن تبدع في كل الأنماط من شعر ونقد وسرد ولا تهتم كثيراً للنسوية في الكتابة. أصدرت كتابها الأول «ترانيم لمدارج الروح» في 2017 بدعم من وزارة الثقافة المغربية، وهو مجموعة شعرية ذات الصبغة الصوفية. كتب حولها خالد بلقاسم أنها «تدمج مرجعية ذات صلة شديدة بالشعر، وتحرص في هذا الإدماج على تجريد المرجعية الصوفية من أي بعد ديني، مع استثمار الآليات التخييلية التي تتيحها هذه المرجعية. هكذا تحول الرافد الصوفي، في المجموعة الشعرية، إلى سند لاستغوار الذات والكشف عن حالات وجودية عديدة». ثم كتبت روايتها الأولى «حياة بالأبيض والأسود» في 2019، فازت من خلالها بجائزة كتارا للرواية العربية في دورتها الخامسة.

## جوائزها
- 2018: المركز الأول في جائزة الشارقة للبحث النقدي التشكيلي.[7][8]
- 2019: جائزة كتارا للرواية العربية الدورة الخامسة عن فئة الروايات غير المنشورة عن روايتها «حياةٌ بالأبيض والأسود».[6]
- 2021: المركز الثالث في جائزة الشارقة للبحث النقدي التشكيلي عن بحثها «المصطلح الفني في النقد التشكيلي العربي (من اللغة العامة إلى لغة الاختصاص)».[9][10]

## مؤلفاتها
- «ترانيم لمدارج الروح»، ديوان شعر، 2017 (ردمك 9789954195963).
- «حوارية التشكيل والفنون: دراسة تفاعلية في نماذج من التشكيل العربي» أو «الفنون والمجتمع في المشهد التشكيلي العربي»، 2018.[11]
- «حياة بالأبيض والأسود»، رواية غير منشورة، 2019.